# Індевор (телесеріал)
Індевор — британський телевізійний детективний драматичний серіал. Приквел до довготривалого серіалу «Інспектор Морс», і, як і в попередній постановці, дії розгортаються переважно в Оксфорді. Шон Еванс зіграв молодого Індевора Морса, який розпочинає свою кар'єру як констебль-детектив в Оксфорд-Сіті. Третя частина франшизи «Інспектор Морс», що слідує за оригінальним «Інспектором Морс» (1987–2000) та його додатковим продуктом «Льюїс» (2006–2015).

## Сезони
| Сезон | Епізоди | Епізоди | Оригінальний показ | Оригінальний показ | inc. ITV HD and ITV+1 |
| Сезон | Епізоди | Епізоди | Перший показ       | Останній показ     | inc. ITV HD and ITV+1 |
| ----- | ------- | ------- | ------------------ | ------------------ | --------------------- |
| 1     | 4       | 4       | 14 квітня 2013     | 5 травня 2013      | 7.04                  |
| 2     | 4       | 4       | 30 березня 2014    | 20 квітня 2014     | 6.78                  |
| 3     | 4       | 4       | 3 січня 2016       | 24 січня 2016      | 6.82                  |
| 4     | 4       | 4       | 8 січня 2017       | 29 січня 2017      | 7.07                  |
| 5     | 6       | 6       | 4 лютого 2018      | 11 березня 2018    | 6.67                  |
| 6     | 4       | 4       | 10 лютого 2019     | 3 березня 2019     | 7.16                  |
| 7     | 3       | 3       | 9 лютого 2020      | 23 лютого 2020     | 6.80                  |
| 8     | 3       | 3       | 12 вересня 2021    | 26 вересня 2021    | 5.22                  |
| 9     | 3       | 3       | 2022               | 2022               | TBA                   |

## Сюжет
Дія серіалу відбувається в 1960-х та 1970-х роках в Оксфорді, Англія, і зосереджується на початку кар'єри Індевора Морса (Шон Еванс) після того, як він залишив Лонсдейлський коледж Оксфордського університету наприкінці третього курсу, так і не отримавши диплом, провів короткий час у Королівський корпусі зв'язку як шифрувальник, а потім приєднався до поліції Каршалл-Ньютауна.

## У Ролях
| Актор              | Характер           | Тривалість        | Позиція |
| ------------------ | ------------------ | ----------------- | --- |
| Шон Еванс          | Ендевор Морс       | Пілот, Сезони 1–9 | Сержант-детектив (ДС) (колишній детектив-констебль), CID поліції Оксфорд-Сіті, поліцейський відділок Коулі. Поліцейський відділ долини Темзи, поліцейський відділок Касл-Гейт (серія 6–9 серія).                                                    |
| Роджер Аллам       | Фред Сьоздей       | Пілот, Сезони 1–9 | Інспектор-детектив (DI) (пізніше головний інспектор, знижений до DI в серії 6, відновлений до DCI серії 7), CID поліції Оксфорда, поліцейський відділок Коулі. Поліцейський відділ долини Темзи, поліцейський відділок Касл-Гейт (серія 6–9 серія). |
| Антон Лессер       | Реджинальд Брайт   | Сезони 1–9        | Головний суперінтендант поліції (PCS), поліція Оксфорд-Сіті, поліцейська дільниця Коулі. Поліцейський відділ долини Темзи, поліцейський відділок Касл-Гейт (серія 6–9 серія).                                                                       |
| Джек Лескі         | Пітер Джейкс       | Сезони 1–3        | Сержант-детектив (DS), CID поліції Оксфорда, поліцейський відділок Коулі. |
| Шон Рігбі          | Джим Стрейндж      | Сезони 1–9        | Сержант-детектив (DS), (колишній констебль і сержант поліції) CID поліції Оксфорда, поліцейський відділок Коулі. Поліцейський відділ долини Темзи, поліцейський відділок Касл-Гейт (серія 6–9 серія).                                               |
| Джеймс Бредшоу     | Доктор Макс Дебрін | Пілот, Сезони 1–9 | Патологоанатом внутрішнього офісу. |
| Ебігейл Тау        | Доротея Фрейзіл    | Пілот, Сезони 1–9 | Редактор газети Oxford Mail . |
| Керолайн О'Ніл     | Вініфред Сьоздей   | Сезони 1–9        | Дружина інспектора Сьоздей. |
| Сара Вікерс        | Джоан Сьоздей      | Сезони 1–6 та 8–9 | Дочка інспектора Сьоздей. |
| Джек Беннон        | Сем Сьоздей        | Сезони 1–3 і 5    | Син інспектора Сьоздей. |
| Шворне Маркс       | Моніка Хікс        | сезони 2–4        | Сусідка Морса, медсестра, з якою він повільно вступає в стосунки. |
| Саймон Кунц        | Барт Чьорч         | Сезон 2           | Детектив-інспектор (DI), CID поліції Оксфордшира, поліцейська дільниця Вітні. |
| Дакота Блю Річардс | Ширлі Трулав       | Сезони 3–5        | Жінка-констебль (WPC), поліція Оксфорд-Сіті, поліцейський відділок Коулі. |
| Льюїс Пік          | Джордж Фенсі       | Сезон 5           | Детектив констебль (DC), CID поліції Оксфорда, поліцейський відділок Коулі. |
| Філ Деніелс        | Чарлі Сьоздей      | Сезон 5           | Брат інспектора Сьоздей. |
| Клер Ганай         | Клодин             | Сезон 5           | Дівчина Морса, французька фотографи і фотожурналіст. |
| Саймон Гаррісон    | Ронні Бокс         | Сезони 5 і 6      | Головний детектив (DCI) (колишній детектив-інспектор), відділ поліції долини Темзи, поліцейський відділок Касл-Гейт. |
| Річард Рідделл     | Алан Джаго         | Сезони 6          | Сержант-детектив (DS), відділ поліції долини Темзи, поліцейський відділок Касл-Гейт. |
| Елісон Ньюман      | Viv Wall           | Сезон 6           | Бос Джоан Сьоздей, менеджер із соціальних служб. |

## Виробництво
ITV 2 січня 2012 року транслював телевізійний пілот у Великій Британії; у Сполучених Штатах телеканал PBS випустив його в ефір 1 липня 2012 року.
ITV замовив першу серію з чотирьох нових епізодів, знятих влітку 2012 року , і транслював їх з 14 квітня по 5 травня 2013 року  .
5 червня 2013 року було оголошено, що через успіх першого серіалу, включаючи стабільно високі рейтинги, ITV замовив другу серію з чотирьох епізодів.  Зйомки розпочалися в Оксфорді у вересні 2013 року 
24 вересня 2014 року ITV підтвердив, що було замовлено третю серію. Перед тим, як цей третій серіал був показаний на ITV, Еванс сказав Oxford Mail : «Це не так, як у нас шестирічний контракт, нічого цього немає. Це день за днем, рік за роком. Я вважаю, що цей дійсно хороший. Ми дізнаємось, коли він вийде в ефір, чи знайдеться для нього аудиторія, і чи ми вважаємо, що є інше місце, де можна взяти цих персонажів» 
У лютому 2016 року ITV оголосив про замовлення четвертої серії, що Роджер Аллам підтвердив Oxford Mail,  зйомки розпочалися наприкінці весни 2016 року  . Щоб відзначити 30-річчя Морзе на телебаченні, у серіалі представлено кілька ранніх персонажів Морзе та епізоди акторів оригінального серіалу.  Четверта серія дебютувала 8 січня 2017 року.
П’ята серія розпочалася 4 лютого 2018 року з шести епізодів. 
Шоста серія була знята в 2018 році, а прем’єра відбулася 10 лютого 2019 року у Великій Британії.  Було чотири епізоди. 
Сьома серія була показана 9 лютого 2020 року і розгортається в 1970 році з трьома епізодами.
Восьма серія вийшла в ефір 12 вересня 2021 року, знову з трьома епізодами, а подія розгортається в 1971 році.
У дев’ятій серії будуть три останні епізоди, подія яких відбудеться в 1972 році, а транслюватиметься пізніше в 2022 році.